# Гаресио
Гаресио (итал. Garessio) је насеље у Италији у округу Кунео, региону Пијемонт.
Према процени из 2011. у насељу је живело 2612 становника. Насеље се налази на надморској висини од 578 м.

## Становништво
| 1936. | 1951. | 1961. | 1971. | 1981. | 1991. | 2001. | 2011. |
| ----- | ----- | ----- | ----- | ----- | ----- | ----- | ----- |
| 6.409 | 6.457 | 5.936 | 4.971 | 4.351 | 4.018 | 3.498 | 3.362 |